# Касагемас, Карлос
Карлос Касагемас (исп. Carlos Casagemas, кат. Carlos Casagemas i Coll; 20 сентября 1880, Барселона — 17 февраля 1901, Париж) — каталонский и испанский художник и поэт, близкий друг Пабло Пикассо.

## Жизнь и творчество

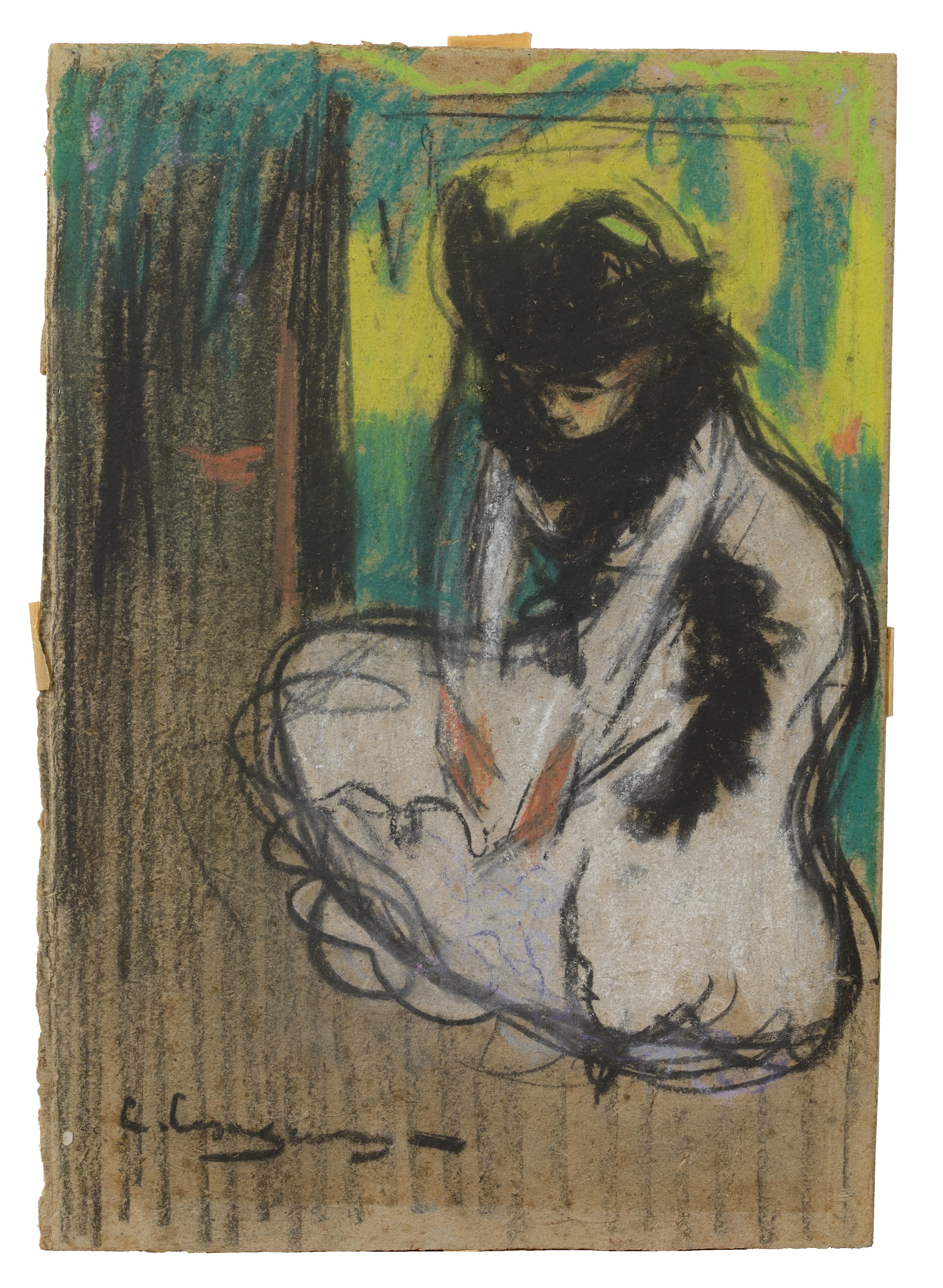
Карлос Касагемас: Женщина в белом

Карлос Касагемас родился в семье Генерального консула США в Барселоне. После окончания испано-американской войны в конце XIX — начале ХХ столетий, в результате которых Испания потеряла Кубу, Пуэрто-Рико, Филиппины и Гуам, Касагемас отказался от первоначально предназначенной для него карьеры в военно-морском флоте, и начинает на дому обучаться живописи под руководством художника Феликса Ургеллеса. В этот период пробуждения особого интереса к живописи Карлос Касагемас часто посещает барселонское кафе «У четырёх котов» (Els Quatre Gats), место встреч литературной и художественной богемы города. В начале 1900 года он здесь знакомится с молодым Пабло Пикассо и между живописцами завязываются тесные, дружеские отношения. Некоторое время они снимают на двоих художественную мастерскую на улице Riera de Sant Joan. В конце 1900 года Касагемас предлагает Пикассо вместе поехать в Париж, чтобы посетить открывшуюся там Всемирную выставку, и берёт на себя практически все финансовые расходы. Друзья остановились в Париже в ателье также барселонского художника Исидре Нонеля. В то время как Пикассо осваивался с новым для него городом и жизнью художника на Монмартре, Карлос Касагемас влюбляется во французскую танцовщицу кабаре Мулен-Руж Жермен Пишо. Любовь эта была безответной, к тому же Касагемас страдал импотенцией. Конец 1900 года и Новый год Касагемас и Пикассо решают отметить в родной для Пабло Малаге. Страдавший от несчастной любви и развившейся вследствие этого депрессии, Карлос начинает в значительных количествах употреблять алкоголь. В середине января 1901 года Пикассо уезжает в Мадрид, а Касагемас возвращается в Париж. Здесь он 17 февраля 1901 года в кафе «Ипподром» на бульваре Клиши, 128 пытается застрелить Жермен, но ему это не удаётся. Затем художник кончает жизнь самоубийством, выстрелив себе в голову.

## Касагемас в творчестве Пикассо
Пикассо был под тяжёлым впечатлением от такой кончины своего товарища, и по прошествии пяти месяцев пишет картину «Эвокация — похороны Касагемаса», и другую, «Смерть Касагемаса», на которой изображён его друг, покоящийся на смертном ложе. О подробностях, ему лично не известных, например о входном отверстии от пули на виске Карлоса, Пикассо узнал от общих друзей. Позднее П. Пикассо сообщал, что смерть друга и эти картины, ей посвящённые, ознаменовали начало «голубого периода» в его творчестве. Через два года после смерти Kасагемаса, в 1903 году, Пикассо пишет полотно «Жизнь» (La Vie), своё лучшее произведение, относящееся к «голубому периоду». На ней изображены обнажённые Касагемас с девушкой и молодая женщина с ребёнком на руках. Как показали позднейшие исследования полотна, в том числе с применением рентгена и изучением эскизов этой работы, первоначально Пикассо изобразил на картине своё лицо, и уже позднее изменил его, придав молодому человеку образ Карлоса Касагемаса.

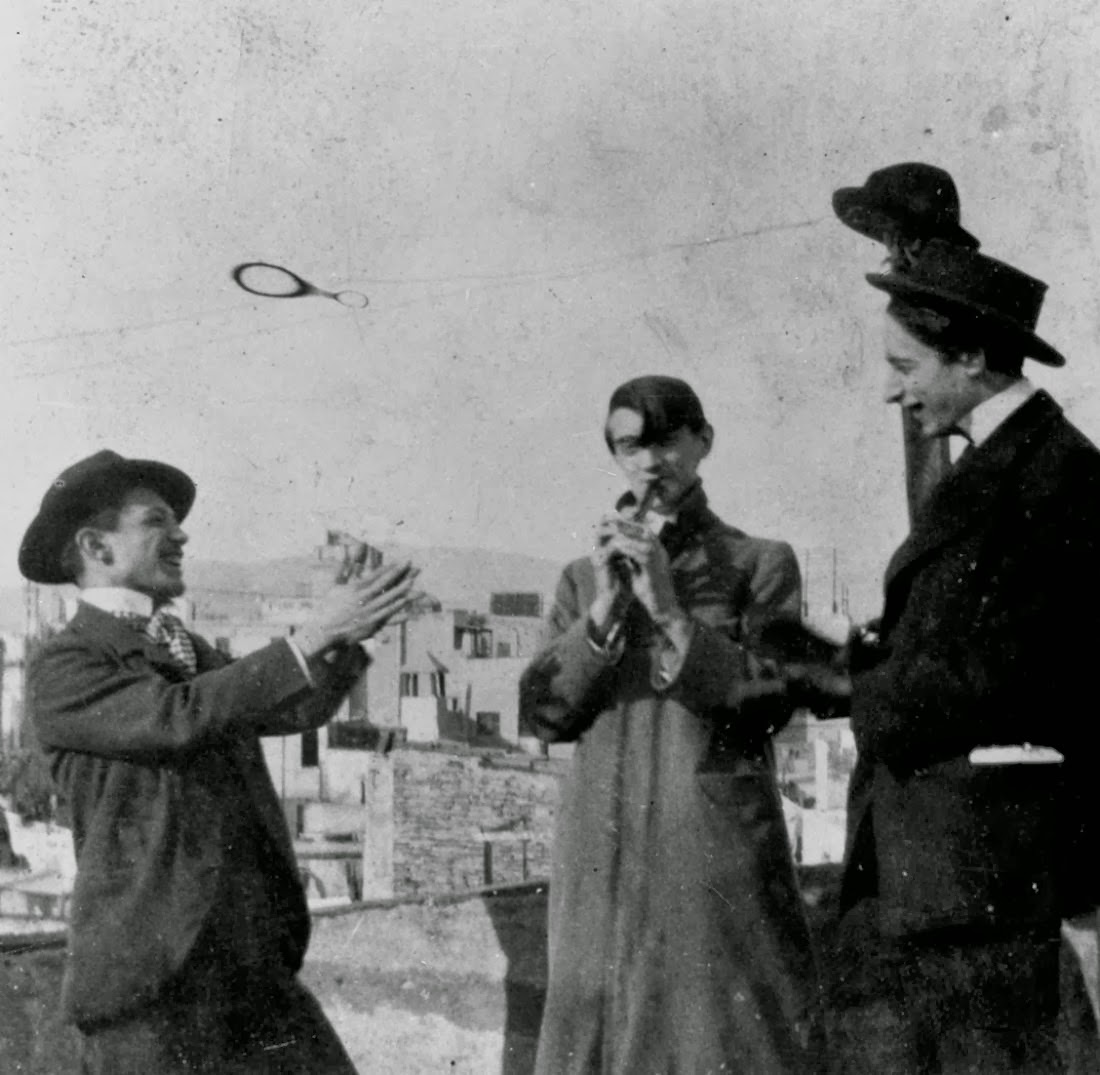
Касагемас, Карлос

## Дополнения
- Полотна Карлоса Касагемаса на Artnet
- Carlos Casagemas работы П. Пикассо, 1900
- Смерть Касагемаса работы П. Пикассо, 1901
- Эвокация - Похороны Касагемаса работы П. Пикассо, 1901
- La Vie (Жизнь) работы П. Пикассо, 1903